# Ryszard Mączewski
Ryszard Mączewski (ur. 1974) – polski varsavianista, ekonomista, działacz społeczny i felietonista. Założyciel portalu warszawa1939.pl i fundator Fundacji Warszawa1939.pl.

## Życiorys
Absolwent warszawskiego IX Liceum Ogólnokształcącego im. Klementyny Hoffmanowej i Szkoły Głównej Handlowej (kierunek Finanse i Bankowość). W latach 1998–2015 był związany zawodowo ze spółkami z grupy Skanska, pracując jako księgowy/kontroler.
W 2001 założył portal warszawa1939.pl. Był rozwijany społecznie, początkowo pod jego nazwiskiem. W 2003 do projektu dołączył Krzysztof Jaszczyński, który stworzył mechanizm działania strony, a następne stał się współtwórcą portalu od strony merytorycznej. W październiku 2006 Mączewski powołał Fundację „Warszawa1939.pl”.
Autor książek i publikacji związanych z historią Warszawy w czasopismach „Stolica” i „Skarpa Warszawska”. Współorganizator Varsavianistycznych Mistrzostw Amatorów „Retroring”, konsultant historyczny przy filmach Miasto ruin, Przelot nad zdobytym miastem, Początek i Powstanie Warszawskie.
Konsultant oraz współautor wystaw zdjęć dawnej Warszawy w Domu Spotkań z Historią i Parku Miniatur Województwa Mazowieckiego. Członek zespołu tworzącego Park Miniatur Województwa Mazowieckiego.

## Odznaczenia
- 29 lipca 2018 odznaczony został Brązowym Krzyżem Zasługi za zasługi w działalności na rzecz upamiętniania prawdy o najnowszej historii Polski[4].

## Książki
- Ryszard Mączewski: Warszawa między wojnami. Opowieść o życiu Stolicy 1918–1939. Księży Młyn Dom Wydawniczy, 2009. ISBN 978-83-61253-51-8. Brak numerów stron w książce
- Ryszard Mączewski: Warszawa, której nie ma (A Warsaw that no longer exists). Księży Młyn Dom Wydawniczy, 2016. ISBN 978-83-7729-331-7. Brak numerów stron w książce
- Tadeusz Bukowski - Fotografie warszawskie 1935-1955. Joanna Lang, Ryszard Mączewski. Warszawa: Muzeum Powstania Warszawskiego, 2019. ISBN 978-83-64308-09-3. Brak numerów stron w książce